# Kirchdorf (Suiza)
Kirchdorf es una comuna suiza del cantón de Berna, situada en el distrito administrativo de Berna-Mittelland. Limita al norte con las comunas de Mühledorf y Gerzensee, al este con Wichtrach y Jaberg, al sur con Uttigen, Kienersrüti, Noflen y Burgistein, y al oeste con Lohnstorf y Mühlethurnen.
Hasta el 31 de diciembre de 2009 situada en el distrito de Seftigen.

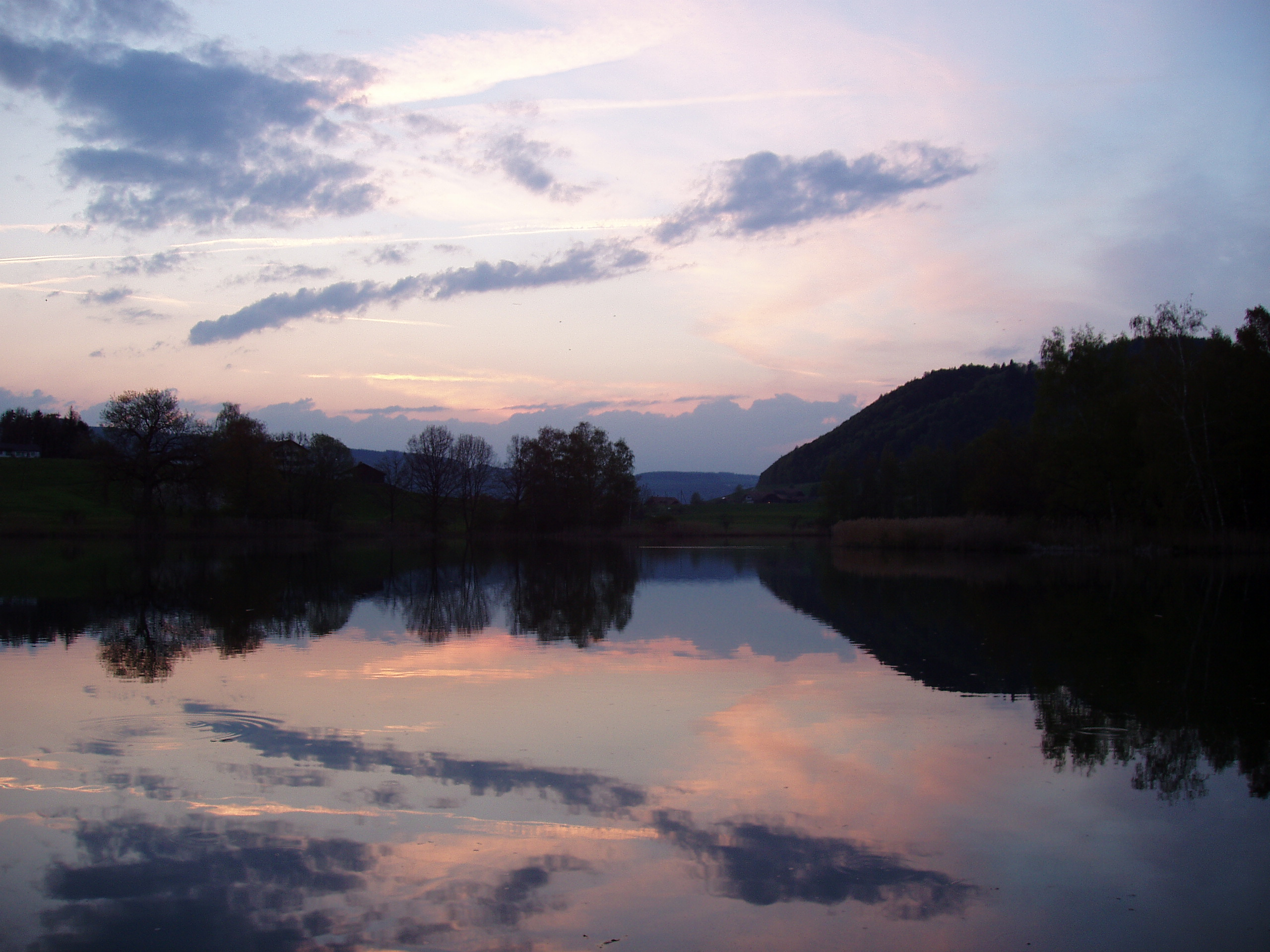
Vista del Gerzensee en Kirchdorf.